# Barnsley
Barnsley és una ciutat del South Yorkshire, Anglaterra. Es troba a la vora del riu Dearne, a 19 km al nord de la ciutat de Sheffield, a 27 km al sud de Leeds i a 23 quilòmetres a l'oest de Doncaster. La ciutat està envoltada de diversos assentaments més petits que en conjunt formen el Municipi Metropolità de Barnsley, dels quals Barnsley és el més gran i el centre administratiu. La ciutat metropolitana tenia 218.063 habitants segons el cens de 2001 del Regne Unit, l'àrea urbana de Barnsley tenia 71.599 habitants.